# 한국방송 성우극회
한국방송 성우극회(韓國放送 聲優劇會)는 한국방송공사에서 운영하는 대한민국 방송의 성우 단체이다.

## 개요
한국방송공사의 산하로 두고있는 한국방송 출신 성우들이 정회원으로 있는 성우 관련 단체이다. 상위기관은 한국방송공사이며 성우극회장을 필두로 자사 성우들의 작품 출연, 근로 처우, 방송 활동 등을 지원하는 역할을 하고 있다.
한국방송공사 성우 공채를 통해서 선발하고 있으며 한국방송공사에서 주관하는 한국방송공사 한국어능력시험 자격증 소지자의 경우 가산점이 주어진다.

## 특색
기본적으로 한국방송공사의 성우 공채에 합격한 성우들로 이루어져 있으나, 한국방송공사가 1980년 말 전두환 정권의 방송 통폐합 조치로 인해 동양방송(TBC)와 동아방송(DBS)를 강제 인수하게 됨에 따라 이전에 TBC와 DBS의 공채에 합격한 성우들까지 한국방송 성우극회에 소속되었고, 결과적으로는 한국방송 성우극회가 국내 최대의 성우극회가 되는데 큰 배경이 되었다.
한국방송 성우극회 공채에 합격하여 한국방송공사의 전속 성우로 활동하게 된 성우들은 전속 기간 동안 외화 및 애니메이션 더빙은 하지 않고 대부분 라디오 드라마에 출연하거나 간혹 KBS 프로그램 나레이션을 맡게 된다. 라디오 드라마가 가장 큰 비중을 차지하는 것은 한국방송 성우극회의 뿌리가 과거 라디오 방송 활동에서 비롯되었기 때문이다. 이는 라디오 드라마의 명맥을 이어나가는데 가장 큰 믿거름이 되고 있다.
1994년까지는 성우를 최대 14명까지 뽑은 바 있다. 그래서 성우들의 활동이 사실적으로 줄게 되거나 아예 일이 부여되지 않자, 1995년부터 성우를 12~10명 이하로 뽑기로 하였다.
2025년 50기인 8명이자, 프리랜서로 된 7명으로 바뀌어서 2026년부터 신규 공채를 중단한다.

## 임원 구성
- 회장 : 정훈석[2]
- 고문 : 안경진, 문옥현
- 감사 : 최덕희
- 부회장: 윤동기
- 사무국장 : 남유정
- 총무 : 이현주
- 이사 : 차명화, 김승태, 유동균, 윤세웅, 홍진욱, 박희은, 전승화, 홍수정, 권도일, 윤용식, 이규창, 석승훈, 김용, 유인선, 지병문, 황원종
- 전속실장 : 이현주

## 기수별 회원 현황
취소선 표시는 KBS 성우극회로부터 탈퇴, 제명 혹은 이적했거나 현재 사망한 성우를 의미한다.
| 기수 및 연도                       | 남자 성우 | 여자 성우 |
| ---------------------------------- | --- | --- |
| 특채 1기(1948년 1월)               | 구민, 양일민,윤일봉, 윤진, 이춘사, 故 장민호, 故 최한련, 故 추석양 | 故 남해연, 故 박현숙, 故 김정분, 故 복혜숙, 故 이혜경, 장서일 |
| 1기(1954년)                        | 김수일, 故 박용기, 故 신원균, 심영식, 故 오승룡, 故 이창환 | 고윤화, 고은정, 김소원, 故 윤미림, 최옥순 |
| (1955년)                           | 김기갑, 故 김재형, 故 이우형, 故 주상현 | 김복희, 김옥희, 서계영, 故 정은숙, 천선녀 |
| 2기(1956년)                        | 故 김성원, 김영배, 故 김인태, 故 김현직, 故 남성우, 故 류기현, 심완기, 정근우, 故 최길호, 최을선                                                                                                | 백금화, 故 안영주, 임옥영, |
| (1957년)                           | 故 김형진, 故 이승길 | 유병희 |
| 3기(1958년)                        | 故 김호정, 故 남철우, 박병오, 박신호,오정환, 우한수, 故 이진수, 故 이치우 故 최응찬, 故 최정훈                                                                                                  | 송인숙, 故 전계현 |
| (1960년)                           | 故 곽경환, 故 김평호 맹관영, 故 문오장, 故 이승조, 故 정건우, 주일청, 황일청 | 김영옥, 오현주, 전원주, 최선자, 황화자 |
| 전라남도 목포 1기(1959년 11월)     | 故 김길호, 선종률 | 김옥희, 조학자 |
| 충청남도 대전 1기(1960년 7월)      | 박광웅, 정정길 | 김옥희, 정영자 |
| 4기(1961년 4월)                    | 김민규, 김장환, 故 이강식, 정철호, 故 최흘 | 고경미, 김선희, 김순원, 김순자, 김용림, 오해영, 이광자, 이은주, 이혜영, 정연옥, 최난희, 추영순                                                                                                  |
| 5기(1961년 11월)                   | 김경호, 故 김계원, 김인배, 민대식, 신세인, 양충, 이기명, 故 임종국, 채동식 | 故 여운계, 유명순 |
| 특채 2기(1962년 4월)               | 故 김상순, 김성겸, 안상만, | 마옥자, 박향자, 故 윤소정, 이승옥, 현혜정 |
| 6기(1963년)                        | 김규상, 故 김무생, 김영식, 박웅, 故 변인철, 故 송재언, 故 양근승, 故 이광세, 이봉우, 故 이완호, 진성만, 최병학, 홍계일, 홍민우                                                                  | 권미혜, 故 김경자, 김선희, 김수희, 김인순, 故 김진구, 김훈미, 남미라, 박민아, 박정자, 박찬옥, 사미자, 손유진, 송영숙, 양구자, 오경자, 이경애, 이정선, 故 장미자, 전원주, 전윤희, 최지숙, 홍영자 |
| 7기(1964년)                        | 김종성, 김창세, 민승원, 故 송재언, 신익수, 故 안종국, 양택조, 유강진, 이강룡, 故 이치우, 조명남                                                                                                 | 김세원, 김을동, 우소연, 이선영, 이영민, 장유진 |
| 충청남도 대전 특채 1기(1964년 8월) | 김기현, 김용식, 김해권, 나성균, 박인환, 故 신준현 | 김경숙, 원미원 |
| 강원도 춘천 특채 1기(1964년 11월)  | 맹호림, 정대홍 | 서희자 |
| 8기(1965년)                        | 故 김기일, 김봉근, 故 김순철, 박병호, 故 박상일, 배한성, 故 송재호, 오현경, 원한묵, 유재덕, 윤명섭 故 이락훈, 이순재                                                                            | 강부자, 김복희, 김용림, 故 김진구, 선우용녀, 故 윤소정, 故 이주실, 정민희 |
| (1966년)                           | 故 권성준, 故 김병관, 김봉근, 故 안정훈, 양택조, 故 장형일, 전세권, 정정길, 故 황원 | 박영남, 박윤아, 방유성, 서승현, 이민자, 정영숙, 홍금숙 |
| 9기(1967년)                        | 故 강성호, 故 김동수, 김봉근, 김영식, 김용식, 故 김진동, 故 김태연, 나성균, 박상규, 故 박일, 박춘일, 백찬기, 양택조, 故 이광세, 故 이도련, 이성주, 이영래, 故 장건일, 정기항, 故 조달호, 차재완 | 김순환, 김애숙, 김을동, 김형자, 노명순, 마혜진, 명순희, 문옥현, 송도순, 이소연, 최희정 |
| 10기(1968년)                       | 故 김덕용, 김승경, 김정경, 남궁윤, 故 박광남, 故 박두식 배한성, 온영삼, 유민석, 故 윤병훈, 이동주, 이종성, 이춘식, 주호성                                                                       | 권영희, 김숙, 故 김자옥, 김정희, 나병옥, 문희 , 이경자, 이민숙, 이정은, 故 임수아, 주희, 허옥숙                                                                                                 |
| 11기(1969년)                       | 국중호, 김종성, 박칠용, 배창식 송두석, 故 신국, 안병경, 양지운, 오필탁, 유만준, 이정환, 이종임, 임동철, 장연교, 정대홍, 탁원제, 탁재인, 한인수,                                                 | 김형자, 故 나수란, 양정화, 최수민, 허옥숙 |
| 12기(1970년)                       | 김규식, 김동수, 김세한, 송용태, 이근욱, 이인성, 한상덕 | 故 김영애, 김정미, 손정아, 염복순, 이상춘, 황정아 |
| 13기(1971년)                       | 김도현, 김동희, 故 김인문, 김주영, 노민, 문영래, 박상규, 백석현, 故 손창호, 윤주상, 이용진, 이인성, 故 이재명, 故 정태섭                                                                        | 강연숙, 김민자, 박윤경, 안인숙, 이영주, 최은숙, 한혜숙 |
| 14기(1972년)                       | 김기섭, 故 김동수, 김정호, 신동훈, 양재성, 故 엄주환, 故 이병철, 이상익, 이인철, 조동희 | 곽정희, 남현경, 문학천, 박정수, 이민정, 하미혜 |
| (1973년)                           | 김진태, 박찬, 유병준, 전아, 정동환 | 김민, 박은숙, 서금옥, 성선녀, 유지영, 이경진, 이정숙, 이향숙, 정애정, 최옥희, 허진 |
| (1975년)                           | 김용채, 송기윤, 송승환, | 연운경, 장미선, 장영주, 정혜승, 최복금, 한수경 |
| (1976년)                           | 나한일, 설영범, 故 오세홍 | 故 권희덕, 송연희, 이상춘 |
| 15기(1977년)                       | 김난일, 김새영, 김용백, 김환진, 백진, 송찬, 이윤선, 이정구, 이종구, 故 장정진, 정동열, 황범식                                                                                                   | 강미형, 고선형, 김성희, 김정애, 박신영, 성병숙, 안경진, 유명숙, 이연수, 이진화, 故 정경애, 정혜승, 한명희, 한인숙, 허경림, 현숙희, 황복희                                                       |
| (1978년)                           | 나한일, 故 서지원, 서학, 송영창, 신성호, 유해무, 故 이병철, 이봉준, 임효택, 장광, 최상훈, 최정우                                                                                                | 송연희, 오미희, 전기병, 홍경화 |
| (1979년)                           | 박상원, 박제길, 유영환, 윤기황, 故 이주일, 정동남 | 강희선, 故 이경표, 故 이나진, 임은정, 홍영란, 황정란 |
| 16기(1980년)                       | 김창주, 송영창, 신흥철, 유제상, 이호인, 정선일, 최정우 | 서미옥, 이연희, 故 이주옥, 최문자 |
| 17기(1982년)                       | 김종환, 김준, 故 백순철, 안종익, 엄용수, 윤병화, 이규화, 이상운, 이서우, 이재포, 故 장세준, 장승길, 최양락                                                                                      | 김수경, 김혜경, 문지현, 서혜정, 유남희, 유지인, 임은영, 장미희, 정윤희 |
| 18기(1983년)                       | 강구한, 故 김영민, 김익태, 故 성창수, 유동현, 임성표, 故 최병상, | 故 윤인석, 이선희, 이다금, 정옥주 |
| 19기(1984년)                       | 권오현, 김태웅, 손원일, 전현 | 故 강수연, 류선, 박수옥, 백현미, 백현숙, 유연자, 이현선,, 장순천, 정미숙, 지영옥 |
| 20기(1986년)                       | 김하균, 박규웅, 故 박상훈, 박홍식, 홍시호 | 강은영, 권현수, 故 김양희, 김옥경, 故 김정주, 김혜미, 박은경, 신상숙, 임원빈, 조미란, 차명화, 한상영, 함수정, 황재경, 최아란                                                                    |
| 21기(1988년)                       | 강수진, 故 경진호, 김민석, 문관일, 故 박병선, 서문석, 이재용, 이현걸, 홍승섭 | 문일옥, 송덕희, 안정실, 이덕, 임명주, 장혜선, 조현옥, 최덕희, 최윤정, 한경애 |
| 22기(1990년)                       | 김경응, 김수중, 김승준, 故 김일, 故 김한희, 남기원, 서광재, 한석규, 한택심, 한호웅, 홍성헌 | 김순영, 김은아, 문선희, 박미선, 이연승, 임란, 조유연, 조진숙 |
| 23기(1992년)                       | 구자형, 故 김관진, 김소형, 서윤석, 성완경, 손선근, 오인성, 이승주, 장호비, 전인배 | 권성은, 김지민, 김희선, 박성현, 배정미, 백현주, 서민이, 송민경, 안소연, 양정애, 오세윤, 오수경, 이선, 정미경, 홍성희                                                                            |
| 24기(1994년)                       | 김영진, 박정민, 성수경, 이주원 | 김수진, 김진주, 박형욱, 신영애, 신혜경 이용순, 이윤수, 이윤정, 이태경, 임아영, 장우영, 전유정, 주유랑, 최윤아                                                                                   |
| 25기(1995년)                       | 故 김경수, 김승태, 김우정, 석원희, 이원준, 정훈석, 조영호 | 구민선, 은영선, 임미진 |
| 26기(1997년)                       | 변영희, 류다무현, 원호섭, 유동균, 이장원, 임진응 | 김상현, 오길경, 은미, 이명원, 정소희, 정현경, 한정미 |
| 27기(1999년)                       | 사성웅, 안용욱, 양석정, 윤세웅, 이규석 | 김지혜, 민지, 소연, 신소윤, 이현주 |
| 28기(2000년)                       | 고재균, 김래환, 변현우, 임채헌, 최정호, 위훈 | 김명주, 김민아, 김정아, 김혜주, 故 윤현정, 이주연 |
| 29기(2002년)                       | 박찬희, 신찬혁, 故 유호한, 윤동기, 이재웅, 홍진욱 | 김희영, 나지형, 송정희, 이미향, 임주현, 전숙경 |
| 30기(2003년)                       | 곽윤상, 김대중, 손정성, 이광수, 진웅, 최창석 | 권연희, 서지연, 안영아, 유지원, 은정, 최하나 |
| 31기(2005년)                       | 박영재, 방우호, 심승한, 이지환, 주재규, 차진욱 | 박지윤, 오인실, 윤승희, 이승주, 홍선영, 양현 |
| 32기(2006년)                       | 김석환, 남도형, 백승철, 이병용, 장민혁, 정형석 | 강유경, 김희진, 박희은, 안소이, 전지원, 전진아 |
| 33기(2008년)                       | 김목용, 김태영, 이문희, 전승화, 정성훈, 조규준 | 강보라, 배진홍, 안찬이, 양유진, 조세령, 최정현 |
| 34기(2009년)                       | 김두용, 김상백, 배영규, 윤호, 이찬우, 임정길 | 신송이, 우현주, 이미연, 이미형, 이제인, 홍수정 |
| 35기(2010년)                       | 백경훈, 이희탁, 최현철, 한복현, 조연우 | 공경은, 권문정, 김태리, 김소희, 지화정 |
| 36기(2011년)                       | 권도일, 권창욱, 김동하, 김도담, 박상훈, 탁원정 | 강규리, 김민신, 박상경, 사문영, 선은혜, 이영미 |
| 37기(2012년)                       | 김인, 박노식, 백성식, 전상조, 조민수, 채안석 | 김두리, 김자연, 금령, 윤정화, 조경아, 최윤정 |
| 38기(2013년)                       | 신범식, 김현수, 전종구, 박진우, 윤용식, 심인종 | 길라영, 전영수, 한혜정, 우성은, 김현정, 이아름 |
| 39기(2014년)                       | 공준호, 서승휘, 송대선, 이상운, 임호기, 장병관 | 김경진, 김한나, 문지영, 변혜숙, 김효서, 이슬 |
| 40기(2015년)                       | 김진수, 석승훈, 이규창, 이정민, 장희문, 허성재 | 남유정, 민아, 서다혜, 오주희, 이명호, 이자영 |
| 41기(2016년)                       | 구지원, 선우현수, 이진무, 정의진, 최결, 홍후백 | 김성화, 송하랑, 오보미, 이다슬, 이현애, 채지희 |
| 42기(2017년)                       | 김용, 김인형, 박주광, 임주완, 하지형 | 신온유, 이지선, 임희진, 최정윤, 허예은 |
| 43기(2018년)                       | 김용석, 나은혁, 서정익, 오해성, 이명상 | 김나혜, 나인애, 박하진, 방시우, 한혜원 |
| 44기(2019년)                       | 김희승, 송백경, 장지민, 지병문, 황원종 | 김다운, 김봄, 김이안, 김성희, 유인선 |
| 45기(2020년)                       | 송기원, 유선일, 이영기, 최현식 | 박의주, 정해은, 천송이, 한이정 |
| 46기(2021년)                       | 박기욱, 박성광, 윤세하, 이창현 | 김순미, 배하경, 안수현, 이눈솔 |
| 47기(2022년)                       | 이주봉, 이현주, 임의주, 전병하 | 강한별, 권선영, 오은수, 최현지 |
| 48기(2023년)                       | 박준모, 이도하, 전종건, 최우성 | 박송, 엄지은, 임지현, 주예진 |
| 49기(2024년)                       | 김시우, 김용효, 정상일, 최인일 | 김정운, 배주원, 유승희, 정수현 |
| 50기(2025년)                       | 이승훈, 길기철, 백경민, 강?호 | 유하나, 정다현, 정세연, 조?솔 |

## 남
- 故 유호한
- 성완경[370]
- 김석환[371]
- 양현
- 故 김일
- 故 김경수
- 권오현[372]
- 손원일[373]
- 전현[374]
- 임원빈[375]
- 김하균[376]
- 권현수[377]
- 故 박상훈[378]
- 박홍식[379]
- 조영호[380]
- 한상영[381]
- 이현걸[382]
- 故 경진호[383]
- 한석규[384]
- 故 김한희
- 남기원
- 故 박병선[385]
- 김용채[386]
- 송기윤[387]
- 송승환[388]
- 최정우[389]
- 최상훈[390]
- 임효택[391]
- 김경응[392]
- 故 김관진
- 故 최병상
- 故 성창수
- 유동현[393]
- 故 김영민
- 김종환[394]
- 故 백순철
- 엄용수[395]
- 이상운[396]
- 이서우[397]
- 이재포[398]
- 故 장세준
- 최양락[399]
- 김혜경[400]
- 최정우[401]
- 정선일[402]
- 송영창[403]
- 정동남[404]
- 박제길[405]
- 박상원[406]
- 故 이병철[407]
- 신성호[408]
- 송영창[409]
- 서학[410]
- 故 서지원[411]
- 나한일[412]
- 황범식[413]
- 故 장정진
- 송찬[414]
- 백진[415]
- 김난일[416]
- 나한일[417]
- 故 오세홍
- 김진태[418]
- 박찬[419]
- 유병준[420]
- 전아[421]
- 정동환[422]
- 김기섭[423]
- 故 김동수[424]
- 신동훈[425]
- 양재성[426]
- 故 엄주환
- 故 이병철[427]
- 이상익[428]
- 이인철[429]
- 김동희[430]
- 故 김인문[431]
- 김주영[432]
- 박상규[433]
- 백석현[434]
- 이용진[435]
- 故 이재명[436]
- 이인성[437]
- 故 정태섭[438]
- 김동수[439]
- 송용태[440]
- 국중호[441]
- 박칠용[442]
- 배창식[443]
- 故 신국[444]
- 안병경[445]
- 오필탁[446]
- 이정환[447]
- 이종임[448]
- 임동철[449]
- 정대홍[450]
- 탁재인[451],
- 한인수[452],
- 故 김덕용[453]
- 김승경[454]
- 故 박광남[455]
- 故 박두식[456]
- 배한성[457]
- 故 윤병훈[458]
- 이춘식[459]
- 주호성[460]
- 故 강성호[461]
- 故 김동수[462]
- 김봉근[463]
- 김영식[464]
- 김용식[465]
- 故 김진동
- 故 김태연
- 나성균[466]
- 박상규[467]
- 故 박일[468]
- 박춘일[469]
- 백찬기[470]
- 양택조[471]
- 故 이도련[472]
- 이성주[473]
- 이영래[474]
- 故 장건일,
- 故 조달호
- 차재완[475]

- 故 권성준[476]
- 故 김병관
- 김봉근[477]
- 故 안정훈
- 양택조[478]
- 故 장형일[479]
- 전세권[480]
- 정정길[481]
- 故 황원
- 故 김기일[482]
- 김봉근[483]
- 故 김순철[484]
- 박병호[485]
- 故 박상일,
- 배한성[486]
- 故 송재호[487]
- 오현경[488]
- 원한묵[489]
- 유재덕[490]
- 윤명섭[491]
- 故 이락훈[492]
- 이순재[493]
- 맹호림[494]
- 김경숙[495]
- 원미원[496]
- 정대홍[497]
- 김기현[498]
- 김용식[499]
- 김해권[500]
- 나성균[501]
- 박인환[502]
- 故 신준현[503]
- 김종성[504]
- 김창세[505]
- 민승원[506]
- 故 송재언[507]
- 신익수[508]
- 故 안종국
- 양택조[509]
- 故 이치우[510]
- 김규상[511]
- 故 김무생[512]
- 故 변인철[513]
- 故 송재언[514]
- 故 양근승[515]
- 故 이광세[516]
- 이봉우[517]
- 故 이완호
- 진성만[518]
- 최병학[519]
- 홍민우[520]
- 김선희[521]
- 김인순[522]
- 김훈미[523]
- 남미라[524]
- 박찬옥[525]
- 故 김상순[526],
- 김성겸[527]
- 안상만[528]
- 김경호[529],
- 故 김계원
- 김인배[530]
- 민대식[531]
- 양충[532]
- 이기명[533]
- 故 임종국
- 채동식[534]
- 김장환[535],
- 故 이강식
- 정철호[536],
- 정정길[537]
- 故 최흘
- 故 김길호[538]
- 선종률[539]
- 故 곽경환[540],
- 故 김평호[541]
- 맹관영[542]
- 故 문오장[543]
- 故 이승조[544]
- 故 정건우[545],
- 주일청[546]
- 황일청[547]
- 故 김호정[548],
- 故 남철우[549]
- 박병오[550]
- 박신호[551]
- 오정환[552]
- 우한수[553]
- 故 이진수[554]
- 故 이치우[555]
- 故 최응찬[556]
- 故 최정훈[557]
- 故 최응찬[558],
- 故 최정훈[559]
- 故 김형진,
- 故 이승길[560]
- 故 김성원[561]
- 김영배
- 故 김인태[562]
- 故 김현직[563]
- 故 남성우,
- 故 류기현
- 심완기[564]
- 정근우[565]
- 故 최길호[566]
- 최을선[567]
- 김기갑[568],
- 故 김재형[569],
- 故 이우형,
- 故 주상현[570]
- 심영식[571],
- 故 박용기[572]
- 故 신원균
- 故 오승룡
- 故 이창환[573]
- 故 장민호[574]
- 故 최한련[575]
- 故 추석양[576]
- 구민
- 양일민[577],
- 윤일봉[578]
- 윤진[579],
- 이춘사</del

## 여
- 故 임수아
- 김명주[580]
- 故 윤현정
- 박성현[581]
- 박형욱[582]
- 유연자[583]
- 박은경[584]
- 백현미[585]
- 백현숙[586]
- 故 윤인석[587]
- 故 김양희[588]
- 故 강수연[589]
- 장순천[590]
- 지영옥[591]
- 故 김정주
- 강은영[592]
- 조미란[593]
- 최아란[594]
- 정소희[595]
- 안정실[596]
- 오세윤[597]
- 백현주[598],
- 서민이[599]
- 유지인[600]
- 임은영[601]
- 현숙희[602],
- 황복희[603]
- 허경림[604]
- 한명희[605]
- 정혜승[606]
- 故 정경애
- 이연수[607]
- 김성희[608]
- 장미희[609]
- 정윤희[610]
- 故 이주옥[611]
- 故 이나진[612]
- 故 이경표[613]
- 故 이주일[614]
- 오미희[615],
- 송연희[616]
- 故 권희덕[617]
- 연운경[618]
- 장미선[619],
- 장영주[620]
- 정혜승[621]
- 최복금[622]
- 서금옥[623]
- 이경진[624]
- 이정숙[625]
- 정애정[626]
- 허진[627]
- 곽정희[628]
- 남현경[629]
- 문학천[630]
- 박정수[631]
- 이민정[632]
- 하미혜[633]
- 김민자[634]
- 박윤경[635]
- 안인숙[636]
- 최은숙[637]
- 한혜숙[638]
- 故 김영애[639]
- 염복순[640]
- 이상춘[641]
- 황정아[642]
- 김형자[643]
- 故 나수란
- 양정화[644]
- 허옥숙[645]
- 권영희
- 故 김자옥[646]
- 나병옥[647]
- 문희 [648]
- 이민숙[649]
- 김애숙[650]
- 김을동[651]
- 김형자[652],
- 노명순[653]
- 마혜진[654]
- 명순희[655]
- 이소연[656]
- 최희정[657]
- 서승현[658],
- 이민자[659],
- 정영숙[660]
- 홍금숙[661]
- 강부자[662]
- 김복희[663]
- 김용림[664]
- 故 김진구[665],
- 선우용녀[666]
- 故 윤소정
- 이주실[667]
- 서희자[668]
- 김세원[669]
- 김을동[670]
- 우소연[671]
- 사미자[672]
- 손유진[673]
- 송영숙[674]
- 양구자[675]
- 오경자[676],
- 이경애[677]
- 이정선[678]
- 故 장미자
- 전원주[679]
- 전윤희[680]
- 최지숙[681]
- 홍영자[682]
- 마옥자[683],
- 박향자[684],
- 故 윤소정[685],
- 이승옥[686],
- 현혜정[687]
- 故 여운계[688],
- 유명순[689]
- 고경미[690]
- 김옥희[691]
- 정영자[692]
- 김선희[693]
- 김순자[694]
- 김용림[695]
- 오해영[696]
- 이은주[697],
- 이혜영[698]
- 정연옥[699]
- 최난희[700]
- 추영순[701]
- 김옥희[702]
- 정영자[703]
- 김옥희[704]
- 조학자[705]
- 김영옥[706]
- 오현주[707]
- 최선자[708]
- 황화자[709]
- 송인숙[710]
- 故 전계현[711]
- 유병희[712]
- 백금화[713]
- 故 안영주
- 임옥영[714]
- 김복희[715]
- 김옥희[716]
- 서계영[717]
- 故 정은숙[718]
- 천선녀[719]
- 故 남해연[720]
- 故 박현숙[721]
- 故 김정분[722]
- 故 복혜숙[723]
- 故 이혜경[724]
- 장서일[725]
- 최옥순[726]
- 故 윤미림[727]
- 고윤화[728]

## 남성 성우

### 가
- 강구한
- 강수진
- 고재균
- 공준호
- 구자형
- 김규식
- 김래환
- 김경수
- 김목용
- 김민석
- 김세한
- 김수일
- 김소형
- 김승준
- 김승태
- 김영민
- 김영진
- 김우정
- 김정호
- 김종성
- 김종환
- 김환진
- 김태웅
- 김태영
- 권창욱
- 권도일

### 나
- 남도형
- 노민

### 라
- 류다무현

### 마
- 문관일
- 문영래

### 바
- 박노식
- 박진우
- 박찬희
- 배한성
- 백진
- 변영희
- 변현우

### 사
- 사성웅
- 서문석
- 서승휘
- 설영범
- 성완경
- 손정성
- 송대선
- 송두석
- 신범식
- 신찬혁
- 신흥철

### 아
- 안용욱
- 안종국
- 안종익
- 양석정
- 양지운
- 오승룡
- 오인성
- 온영삼
- 원호섭
- 위훈
- 유강진
- 유동균
- 유동현
- 유제상
- 유해무
- 윤동기
- 윤병화
- 윤세웅
- 이근욱
- 이규석
- 이규화
- 이승준
- 이원준
- 이완호
- 이윤선
- 이장원
- 이재용
- 이정구
- 이종구
- 이재웅
- 임종국
- 임진응
- 임채헌
- 임호기

### 자
- 장광
- 장병관
- 장세준
- 장호비
- 전인배
- 정동열
- 정훈석
- 조동희
- 주호성

### 차
- 최정호
- 최흘

### 타
- 탁원제

### 하
- 한상덕
- 한호웅
- 홍성헌
- 홍승섭
- 홍시호
- 홍진욱

## 여성 성우

### 가
- 강미형
- 강희선
- 권성은
- 권연희
- 공경은
- 고은정
- 구민선
- 김경진
- 김민아
- 김상현
- 김수경
- 김소원
- 김순원
- 김옥경
- 김은아
- 김정아
- 김정애
- 김지혜
- 김한나
- 김희영
- 김혜주
- 김혜미
- 김희선
- 김혜경

### 나
- 나지형

### 마
- 문선희
- 문지영
- 문지현
- 문일옥
- 문옥현
- 민지

### 바
- 박민아
- 박영남
- 박윤아
- 박은숙
- 박지윤
- 배정미
- 배진홍
- 변혜숙

### 사
- 서혜정
- 서지연
- 성선녀
- 소연
- 손정아
- 송덕희
- 송도순
- 송연희
- 송정희
- 신상숙
- 신소윤

### 아
- 안경진
- 안소연
- 안소이
- 양유진
- 오길경
- 유남희
- 유명숙
- 유지원
- 은미
- 은영선
- 은정
- 이경자
- 이다슬
- 이명원
- 이미덕
- 이미향
- 이선
- 이슬
- 이연승
- 이연희
- 이영주
- 이용순
- 이주연
- 이진화
- 이향숙
- 이현선
- 이현주
- 임주현

### 자
- 장혜선
- 정미숙
- 정옥주
- 전숙경
- 정현경
- 정미경
- 조진숙
- 주희

### 차
- 차명화
- 최덕희
- 최문자
- 최수민
- 최하나
- 채지희

### 하
- 한경애
- 한수경
- 한인숙
- 한정미
- 함수정
- 홍수정
- 홍영란
- 홍경화

## 논란
- 가수 송백경 성우 합격과 논란

2019년 3월 KBS 성우극회에서 44기 공채 성우 합격자를 발표하였는데 그 중에서 1세대 아이돌 가수 출신으로 알려진 송백경이 44기 공채성우로 합격하였던 사실이 전해졌다. 송백경은 1990년대 1세대 아이돌 그룹 원타임의 멤버 출신으로 그룹 해체 이후 사업가로 전향하여 연예계를 떠났다가 2019년에 40세의 나이로 지상파 방송국 성우로 재데뷔하였다. 대한민국에서는 가수 출신 성우는 드문 편인데, 특히 1990년대 1세대 아이돌 그룹 출신이 성우로 전향한 것은 이례적인 일이다.
그런데 과거 송백경이 과거 구설수에 올랐던 발언을 하였던 의혹 때문에 성우 팬들과 지망생들 사이에서는 논란이 일어났다.
한편 양현석 YG엔터테인먼트 이사가 송백경의 성우 공채시험 도전에 대해 응원 메시지를 보냈던 적이 있다.

## 같이 보기
- 한국방송공사
- 한국성우협회